# Sindicato Unitario
El Sindicato Unitario (SU) se constituyó en los últimos años del franquismo, en 1977, impulsado por el partido político maoísta Organización Revolucionaria de Trabajadores (ORT), tras la salida del sector vinculado a él de Comisiones Obreras.
Dentro de sus objetivos se encuentran la emancipación de los trabajadores o el fin del capitalismo.
Aunque muy activo en la década de 1970, el devenir sindical lo ha reducido a una organización minoritaria, si bien se mantienen organizaciones del SU en Huelva, Almería, Málaga, Madrid, Cantabria y Barcelona.